# Te vreau lângă mine
Te vreau lângă mine a fost o emisiune a postului de televiziune Kanal D. Această emisiune oferă șanse persoanelor care doresc să-și caute jumătatea. Moderatoarele acestei emisiuni au fost Niculina Stoican, Viorica de la Clejani, Gabriela Cristea, Bianca Drăgușanu și Andreea Mantea. Trupa care a cântat în emisiune se numește Tonic Band. Te vreau lângă mine s-a bucurat de multe ori de o audiențe mari, care i-a adus succesul. La Gala Celebritatilor 2014, Te vreau lângă mine a câștigat Premiul pentru cel mai bun reality show.
Genericul emisiunii a fost compus prima dată de formația Etajul 4, apoi de Tavi Clonda. 
Emisiunea a fost difuzată la Kanal D din 2010 și până pe 16 noiembrie 2018, emisiunea Puterea Dragostei de Andreea Mantea Prezentatoarea de la Sezonul 1 a început pe 19 noiembrie 2018 și până pe 13 iulie 2019, și Sezonul 2 pe 15 iulie 2019 și până pe 26 iulie 2020, și Cristina Mihaela Dorobanțu Prezentatoarea de la Sezonul 3 pe 27 iulie 2020 și până pe 5 septembrie 2021, și Sezonul 4 pe 6 septembrie 2021 și emisiunea s-a încheiat pe 13 februarie 2022, emisiunea Casa Iubirii de Andreea Mantea începe Premieră pe 4 aprilie 2022 la Kanal D.

## Legături externe
- Pagina oficială Arhivat în 25 aprilie 2016, la Wayback Machine.